# Disa begleyi
Disa begleyi là một loài thực vật có hoa trong họ Lan. Loài này được L.Bolus mô tả khoa học đầu tiên năm 1915.